# ГЕС Хурун-Маринала
ГЕС Хурун-Маринала (ісп. Jurun Marinala) – гідроелектростанція на південному сході Гватемали, за три десятки кілометрів на південний захід від міста Гватемала. Використовує ресурс із річки Мічатоя, яка дренує озеро Аматітлан та є правою притокою Maria Linda (впадає в Тихий океан біля міста Ізтапа). При цьому хоча станція Jurun Marinala відбирає ресурс між ГЕС Палін 2 (6,1 МВт) та ГЕС Ель-Кобано (11 МВт), проте він повертається до Мічатої вже після останньої із названих ГЕС.
В межах проекту річку перекрили бетонною гравітаційною греблею висотою 20 метрів та довжиною 70 метрів, яка відводить ресурс до десантеру (споруда для видалення осаду). Звідти він потрапляє у споруджений на лівобережжі балансувальний резервуар розмірами 320х90 метрів та глибиною 7,9 метра, що забезпечує об’єм у 112 тис м3. Далі вода прямує дериваційним тунелем довжиною 4 км, який виводить в долину однієї з лівих приток Мічатої. Завершальним елементом траси є напірний водовід довжиною 2,5 км зі спадаючим діаметром від 1,65 до 1,45 метра.
Наземний машинний зал обладнано трьома турбінами типу Пелтон потужністю по 20 МВт, які працюють при брутто-напорі у 660 метрів.
Відпрацьована вода потрапляє в притоку Мічатої, на якій до устя знаходиться ще кілька гідротехнічних об’єктів.
Видача продукції відбувається по ЛЕП, розрахованій на роботу під напругою 138 кВ.